# Jan Čejka
Jan Čejka, křtěný Jan Josef Leopold (30. června 1888 Jičín – 1. července 1934 Jičín) byl český akademický malíř.

## Život
Jan Čejka se narodil v Jičíně v rodině obchodníka Jana Čejky a jeho manželky Jindřišky roz Řehákové. Po absolvování základního vzdělání odešel studovat do Prahy. Zde navštěvoval zprvu Umělecko-průmyslovou školu, kde se školil u prof. Emanuela Dítěte ml. a následně pokračoval na akademii výtvarného umění u prof. Maxmiliána Pirnera. Svá díla vystavoval mimo jiné i v pražském "Rubešově salonu"Olejomalba, či v roce 1928 v Brně.
Maloval olejem i pastelem krajiny, podobizny, zátiší i národopisné žánry.

## Galerie

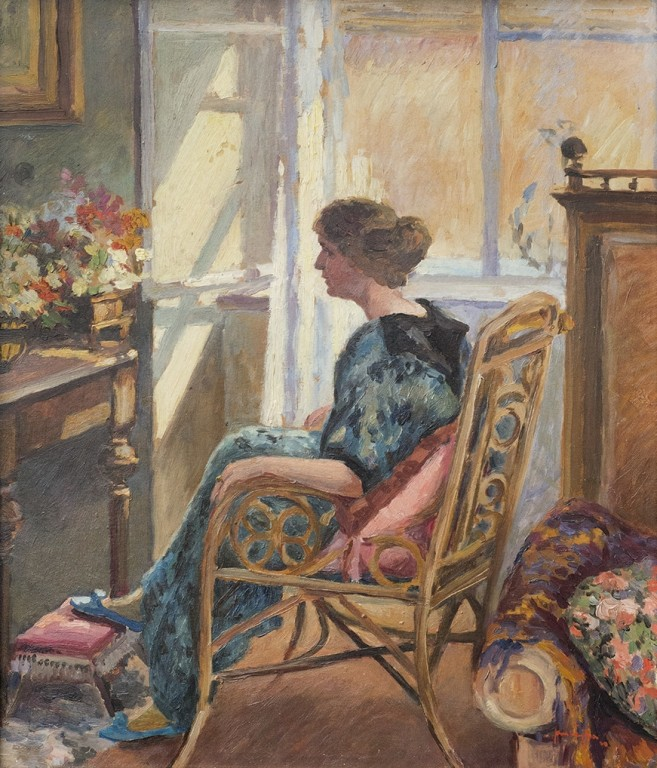
Jan Čejka – Dívka sedící u otevřeného prosluněného okna
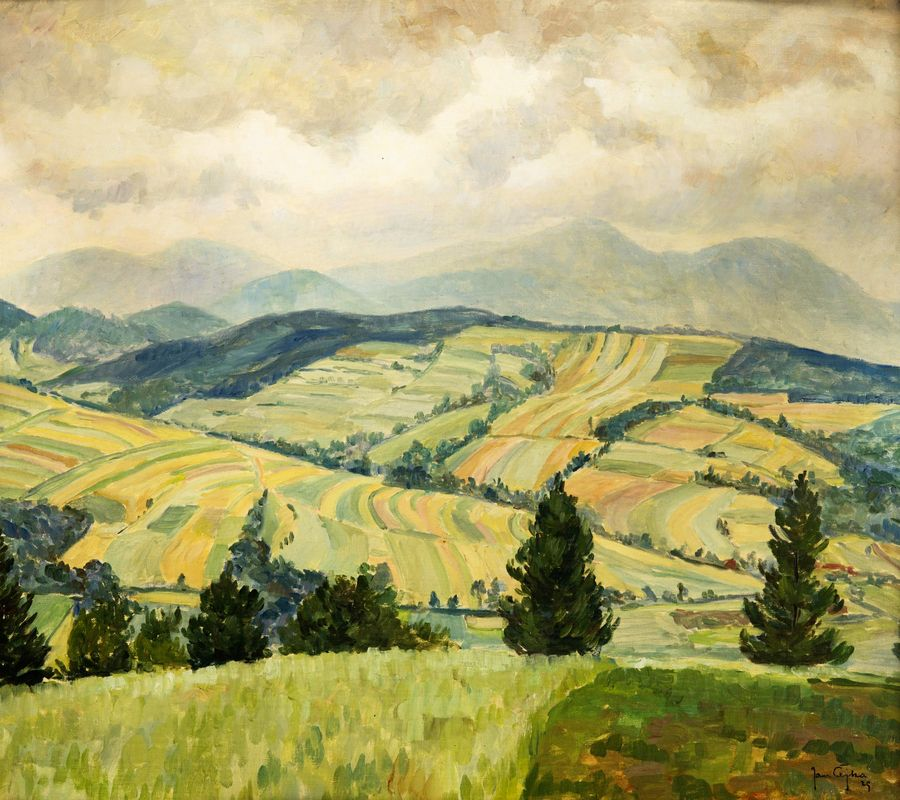
Jan Čejka – Krajina z Beskyd
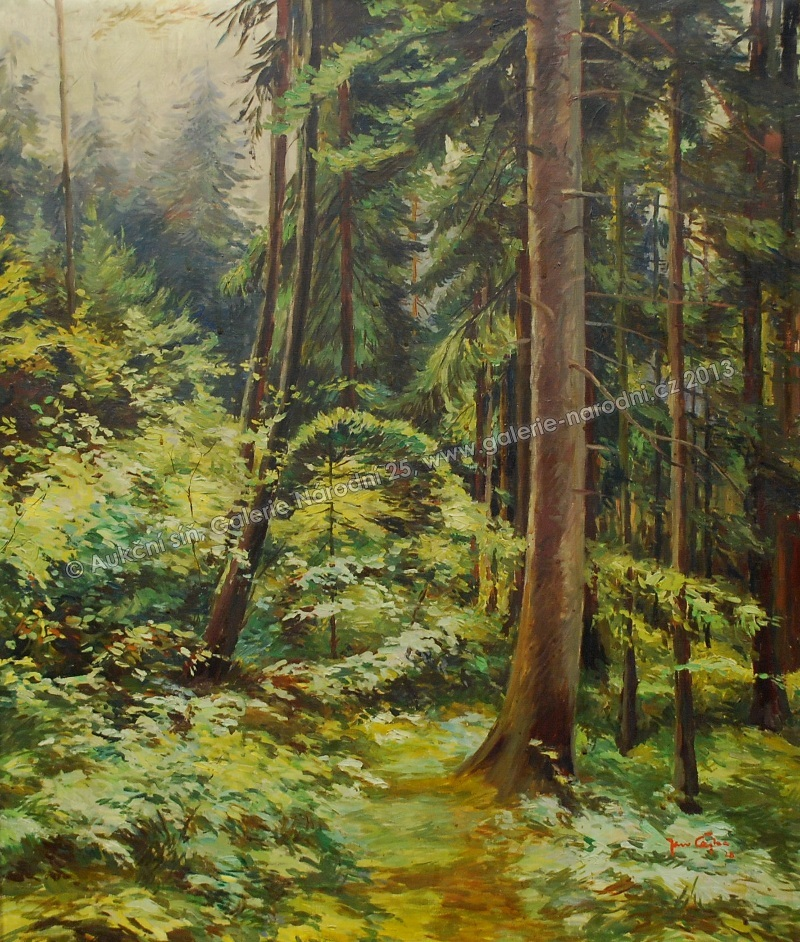
Čejka Jan – Lesní zátiší
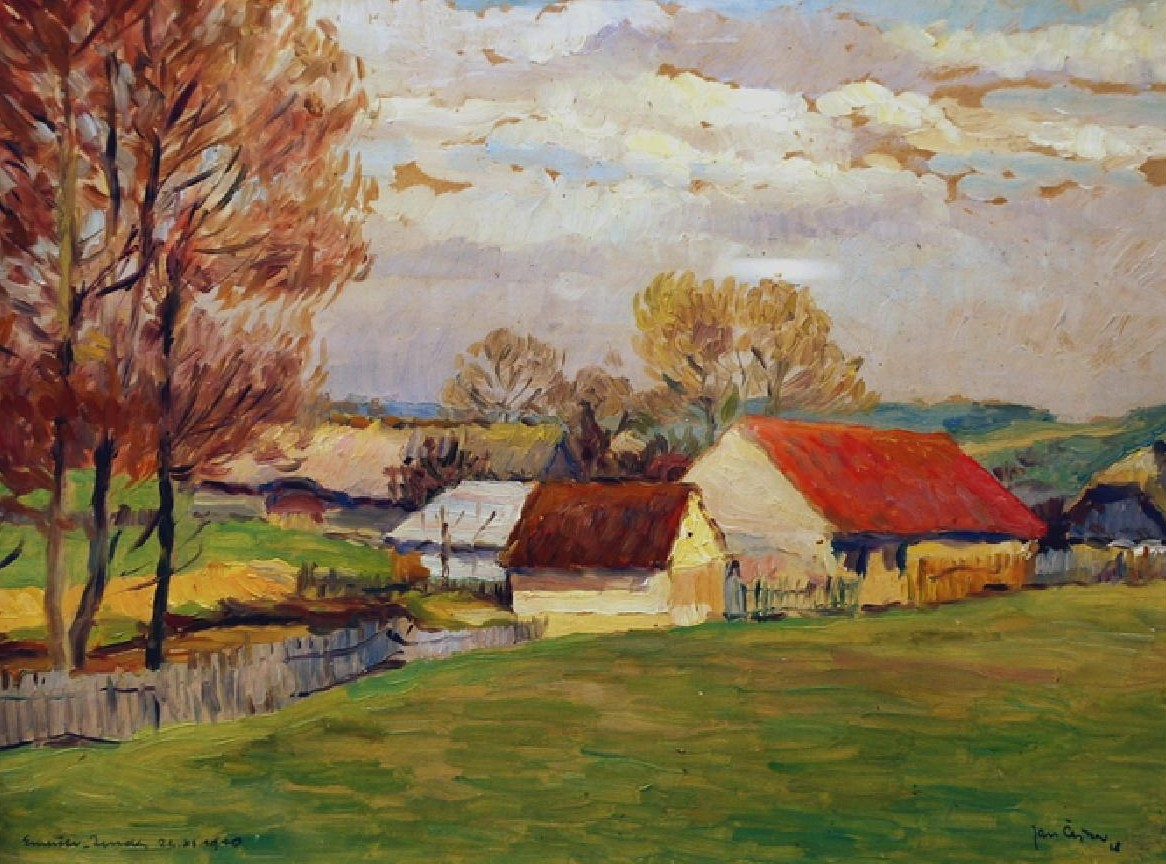
Čejka Jan – Domky (1918)
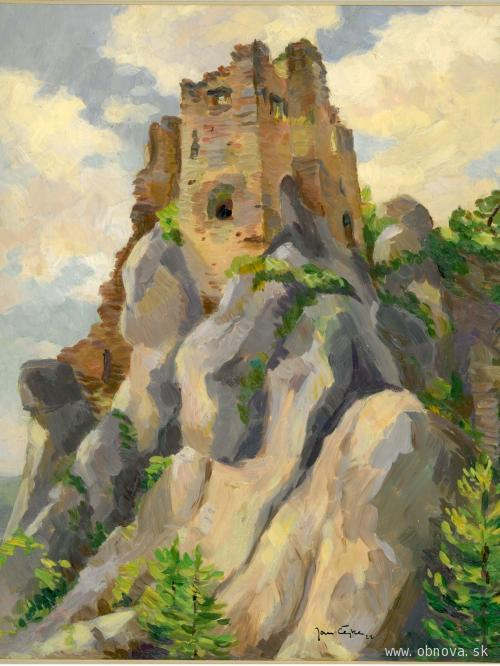
Jan Čejka – hrad Hričov exterier